# Wingate (Brooklyn)
Pour les articles homonymes, voir Wingate.
Wingate est un quartier situé dans l'arrondissement new-yorkais de Brooklyn.